# 浊叶树平藓
浊叶树平藓（学名：Homaliodendron opacum）为平藓科树平藓属下的一个种。

## 扩展阅读
- 維基物種上的相關：浊叶树平藓